# Thoridae
Thoridae, còn được gọi là tôm gãy lưng hoặc tôm hải quỳ, là một họ tôm dọn dẹp thuộc bộ Decapoda.

## Các chi
Các chi sau đây được công nhận trong họ Thoridae: 
- Birulia Bražnikov, 1903
- Eualus Thallwitz, 1892
- Heptacarpus Holmes, 1900
- Latreutes Stimpson, 1860
- Lebbeus White, 1847
- Paralebbeus Bruce & Chace, 1986
- Spirontocaris Bate, 1888
- Thinora Bruce, 1998
- Thor Kingsley, 1878

Các nghiên cứu về hình thái và di truyền cho thấy Thoridae khác biệt với Hippolytidae.